# Kuwayama enceliae
Kuwayama enceliae är en insektsart som beskrevs av Leonard D. Tuthill 1964. Kuwayama enceliae ingår i släktet Kuwayama och familjen spetsbladloppor.
Artens utbredningsområde är Peru. Inga underarter finns listade i Catalogue of Life.